# Сентенарио (Аргентина)
Сентенарио (исп. Centenario) — город в департаменте Конфлуэнсия в Неукене. Расположен в западной части Аргентины.

## География
Сентенарио находится в горной зоне. Этот город находится недалеко от столицы провинции.
1. ↑  2022 Argentina census